# Mercedes-Benz type 168
Mercedes-Benz type 168 var en lille mellemklassebil fra Mercedes-Benz. Bilen, som var Mercedes-Benz' første personbil med forhjulstræk, blev introduceret i efteråret 1997 under A-klasse navnet. Den korte version hed internt W168, mens den i foråret 2001 introducerede lange version hed V168.

## Modelhistorie

### Forhistorie − fra prototype til serieproduktion
Det første forbillede for mindre biler var NAFA (nærkørselsbil, 1986). Efter opfindelsen af "sandwich"-konceptet i 1991 var det muligt at bygge Studie A. Allerede dengang blev der sideløbende med prototypen med forbrændingsmotor udviklet en prototype med eldrift. Studie A blev første gang præsenteret på Frankfurt Motor Show i september 1993. Serieproduktionen var dog allerede planlagt fra juni 1992.
80 hhv. 95 procent af de adspurgte besøgende på Frankfurt Motor Show 1993 hhv. Tokyo Motor Show 1994 ønskede en lille Mercedes-Benz i stil med Studie A. Dette førte til en hurtig beslutning om serieproduktion fra Mercedes-Benzs ledelse. I august 1994 kunne den første prototype allerede testes under forskellige betingelser.
På Frankfurt Motor Show i september 1995 blev A-klassens kabinekoncept præsenteret. Bilens samlede længde var dog i mellemtiden vokset med 225 mm i forhold til prototypen. Kabinepladsen blev tilsvarende øget, ligesom bagagerumspladsen.
Elbilversionen af A-klassen blev videreudviklet frem til 1997. Kapaciteten på de i samarbejde med AEG udviklede Zebra-batterier var 30 kWh, hvilket muliggjorde en rækkevidde på 200 km og en (elektronisk begrænset) topfart på 128 km/t. Af økonomiske årsager blev elbiludgaven ikke serieproduceret.
A-klassens officielle premiere blev afholdt på Geneve Motor Show i marts 1997. Bilen kunne fås med to benzinmotorer på 1,4 og 1,6 liter. Salget startede otte uger senere i maj 1997, og bilen kom ud til forhandlerne i oktober. Mellem marts og oktober 1997 blev A-klassen fremvist for offentligheden på en marketingsforanstaltning kaldet "A-Motion-Tour" i 20 europæiske byer. Den 15. oktober 1997 sluttede denne på fabrikken i Rastatt, hvor modellen også blev bygget. Til sammen oplevede ca. 500.000 mennesker showet på 185 dage.
- Bagfra
- Kabine

### Tilblivelse
Førhen byggede Mercedes-Benz udelukkende sedaner i luksusklassen og den øvre mellemklasse samt fra 1982 med 190 også i den store mellemklasse. Motivationen for Mercedes-Benz' entré i den lille mellemklasse var frem for alt den ringe voksemulighed i Mercedes-Benz' hidtidige markedssegmenter. Efter administrerende direktør Jürgen Hubberts ord var fabrikken "på rette vej i at falde i positionering. Havde vi ladet fred være med S-klassens ringe styktal (49.996 i 1996), var vi endt i Rolls-Royce-klassen; et stort problem for det samlede firma".
Også i Californien blev "Clean Air Act und Zero Emission Mandate" udarbejdet af CARB, og i 1990 afskaffet som lov. Den skulle tvinge bilfabrikanterne til skridtvis at introducere emissionsfrie biler. Californien skulle som USA's største delstat og et af verdens største markeder for biler udøve tryk på bilfabrikanterne. Dette førte ikke kun til udviklingen og produktionen af General Motors EV1, men havde også indflydelse på udviklingen af alle de store bilfabrikanters modeller. Versionen med elektromotor blev derfor fortrinsvis testet i USA og er i Europa relativt ukendt. Efter lempelsen af den californiske lovgivning blev forberedelserne og serieproduktionen af elbiludgaven af A-klassen af økonomiske årsager indstillet.
Yderligere grunde til at begynde at markedsføre en bilmodel i kompaktklassen var de i forhold til tidligere årtier ændrede trafikforhold (tiltagende trafiktæthed i bykernerne, mangel på parkeringspladser og lange køer) og dermed meget ændrede behov hos køberne, og på den anden side det faktum at køberne af Mercedes-Benz personbiler i Tyskland i gennemsnit var blevet ældre. Årsagen hertil var et meget konservativt mærkeimage. Med A-klassen ville man få en større mængde yngre købere til at vælge en Mercedes-Benz. Ved udviklingen af interiøret og de tilgængelige lakeringer fulgte man dermed i de første modelår målet med at udstråle ungdom og friskhed.
Faktum blev dog at A-klassen specielt blev elsket af seniorer. Disse blev tiltalt af den høje siddeposition og det gode udsyn. Mercedes-Benz tilpassede sig den ændrede købersituation.
Frem til faceliftet i marts 2001 blev kunststofferne i bilens interiør, deres optik og følelsen af berøring fundet billig, og de blev på dette tidspunkt derfor erstattet af dyrere materialer. Fra dette tidspunkt kunne der − alt efter udstyrsvariant − for første gang også tilvælges Mercedes-Benz-typiske ædeltræsapplikationer. Tilsvarende modifikationer blev også gennemført i betjeningen, på bilens eksteriør, de tilgængelige lakeringer samt på prislisten for at få produktet til samlet set at virke mere gedigent.
- Mercedes-Benz A 140 Classic (2001–2004)
- Bagfra
- Mercedes-Benz A 190 L Elegance (2001–2004)
- Bagfra

### Tidslinje
- 18. oktober 1997: Introduktion af A-klassen med motorerne A 140 og A 160.
- 21. oktober 1997: Gennemførsel af elgtest af et svensk biltidsskrift (Teknikens värld).
- 11. november 1997: Indstilling af produktionen.
- 26. februar 1998: Genoptagelse af produktionen.
- August 1998: Introduktion af motorerne A 160 CDI og A 170 CDI.
- Maj 1999: Introduktion af A 190.
- September 2000: Lille facelift med modificeret greb på bagklappen.
- Marts 2001: Stort facelift, introduktion af forlænget version (V168); den ekstra længde på 170 mm kom udelukkende bagsædepassagererne til gode.

## Problemer ved introduktionen
Type 168 blev kendt gennem den såkaldte elgtest, en vognbaneskiftmanøvre ved ca. 65 km/t, som frem til dette tidspunkt kun var normal ved biltests i Sverige. Ved en sådan test af type 168 udført af en svensk motorjournalist fra magasinet Teknikens värld, tre dage før bilens officielle introduktion, væltede bilen til siden. Først ville de ansvarlige for Daimler-Benz AG udstyre allerede producerede biler med andre dæk og fremtidige biler med elektronisk stabilitetsprogram ESP. Kort tid derefter besluttede man sig dog for at indstille salget og udstyrede alle allerede producerede biler med ESP og modificeret undervogn.
Elgtesten gav A-klassen øgenavne som "elg" og andre. I folkemunde var betegnelsen "verdens mindste væltepeter" kendt eller Mercedes-Benz blev kaldt "tohjulsfabrik". Lageret af endnu ikke ombyggede biler var placeret i Kippenheim.

## Motorer

### Benzinmotorer
Benzinmotoren M 166 var en tværliggende firecylindret rækkemotor med otte ventiler og én kædedrevet, overliggende knastaksel. Motoren havde letmetaltopstykke og -cylinderblok, krumtapaksel med fem lejer og elektronisk styret benzinindsprøjtning. Motoren fandtes i versioner med slagvolume på 1397 cm³, 1598 cm³, 1898 cm³ (fra 1999) og 2084 cm³ (fra 2002).

### Dieselmotorer
Dieselmotoren OM 668 benyttede commonrail-indsprøjtning og var udstyret med turbolader og ladeluftkøler. Den havde en boring på 80 mm og en slaglængde på 84 mm, svarede til et samlet slagvolume på 1689 cm³. Til den direkte commonrail-indsprøjtning blev der benyttet injektorer med et tryk på 1350 bar. Motoren havde 16 ventiler med to kædedrevne, overliggende knastaksler. Kompressionsforholdet lå på 19:1. Turboladeren var udstyret med Wastegate-ladetryksregulering.
Motoren fandtes i fire forskellige versioner, som alle mekanisk set var identiske:
Versionen med motorkode 668.940 (A 170 CDI frem til 2001) var den oprindelige version. Versionen 668.941 (A 160 CDI frem til 2001) var effektreduceret, da den ikke havde nogen intercooler.
De faceliftede versioner 668.942 (A 170 CDI fra 2001) og 668.940 red. (A 160 CDI frem til 2001) havde en lidt højere effekt på grund af de modificerede knastaksler samt udstødningsturbinen af forbedret materiale. Drejningsmomentet var derimod identisk med 160 Nm på A 160 CDI og 180 Nm på A 170 CDI, men over et større omdrejningsområde på de optimerede versioner:
- A 160 CDI: Frem til 2001 1500−2400 omdr./min., derefter 1500−2800 omdr./min.
- A 170 CDI: Frem til 2001 1600−3200 omdr./min., derefter 1600−3600 omdr./min.

Den faceliftede A 160 CDI med motortype 668.940 red. havde i modsætning til den oprindelige version ladeluftkøler.
A 160 CDI havde en længere gearkasseudveksling, hvilket gjorde omdrejningsniveauet og dermed også brændstofforbruget lavere end på A 170 CDI.
Flymotorfabrikanten Thielert solgte under navnet Thielert Centurion 1.7 en til luftfart tilpasset version af OM 668. Det var den første nyudvikling til civil luftfart siden samarbejdet med Porsche.

### Kort version (W168)
| Model           | Modeltype | Slagvolume cm³ | Max. effekt kW (hk) / omdr. | Max. drejningsmoment Nm / omdr. | Motortype            | Motorkode    | 0-100 km/t sek. | Topfart km/t | Byggeår     |
| --------------- | --------- | -------------- | --------------------------- | ------------------------------- | -------------------- | ------------ | --------------- | ------------ | ----------- |
| Benzinmotorer   |           |                |                             |                                 |                      |              |                 |              |             |
| A 140           | 168.031   | 1397           | 60 (82) / 5000              | 130 / 3750                      | M 166 E 14           | 166.940      | 12,9            | 170          | 1997 − 2004 |
| A 140 aut.      | 168.031   | 1598           | 60 (82) / 5000              | 140 / 2500                      | M 166 E 16 red.      | 166.960 red. | 14,6            | 167          | 2000 − 2004 |
| A 160           | 168.033   | 1598           | 75 (102) / 5250             | 150 / 4000                      | M 166 E 16           | 166.960      | 10,8            | 180          | 1997 − 2004 |
| A 190           | 168.032   | 1898           | 92 (125) / 5500             | 180 / 4000                      | M 166 E 19           | 166.990      | 8,8             | 198          | 1999 − 2004 |
| A 210 Evolution | 168.035   | 2084           | 103 (140) / 5500            | 205 / 4000                      | M 166 E 21           | 166.995      | 8,2             | 203          | 2002 − 2004 |
| Dieselmotorer   |           |                |                             |                                 |                      |              |                 |              |             |
| A 160 CDI       | 168.007   | 1689           | 44 (60) / 3600              | 160 / 1500 − 2400               | OM 668 DE 17 A red.  | 668.941      | 18,0            | 155          | 1998 − 2001 |
| A 160 CDI       | 168.006   | 1689           | 55 (75) / 3600              | 160 / 1500 − 2800               | OM 668 DE 17 LA red. | 668.940 red. | 15,1            | 162          | 2001 − 2004 |
| A 170 CDI       | 168.008   | 1689           | 66 (90) / 4200              | 180 / 1600 − 3200               | OM 668 DE 17 LA      | 668.940      | 12,5            | 175          | 1998 − 2001 |
| A 170 CDI       | 168.009   | 1689           | 70 (95) / 4200              | 180 / 1600 − 3600               | OM 668 DE 17 LA      | 668.942      | 12,1            | 180          | 2001 − 2004 |

### Lang version (V168)
| Model             | Modeltype | Slagvolume cm³ | Max. effekt kW (hk) / omdr. | Max. drejningsmoment Nm / omdr. | Motortype       | Motorkode    | 0-100 km/t sek. | Topfart km/t | Byggeår     |
| ----------------- | --------- | -------------- | --------------------------- | ------------------------------- | --------------- | ------------ | --------------- | ------------ | ----------- |
| Benzinmotorer     |           |                |                             |                                 |                 |              |                 |              |             |
| A 140 L           | 168.131   | 1397           | 60 (82) / 5000              | 130 / 3750                      | M 166 E 14      | 166.940      | 13,2            | 170          | 2001 − 2004 |
| A 140 L aut.      | 168.131   | 1598           | 60 (82) / 5000              | 140 / 2500                      | M 166 E 16 red. | 166.960 red. | 14,6            | 167          | 2001 − 2004 |
| A 160 L           | 168.133   | 1598           | 75 (102) / 5250             | 150 / 4000                      | M 166 E 16      | 166.960      | 11,1            | 180          | 2001 − 2004 |
| A 190 L           | 168.132   | 1898           | 92 (125) / 5500             | 180 / 4000                      | M 166 E 19      | 166.990      | 9,1             | 198          | 2001 − 2004 |
| A 210 Evolution L | 168.135   | 2084           | 103 (140) / 5500            | 205 / 4000                      | M 166 E 21      | 166.995      | 8,4             | 203          | 2002 − 2004 |
| Dieselmotorer     |           |                |                             |                                 |                 |              |                 |              |             |
| A 170 CDI L       | 168.109   | 1689           | 70 (95) / 4200              | 180 / 1600 − 3600               | OM 668 DE 17 LA | 668.942      | 12,1            | 180          | 2001 − 2004 |

### Alternative drivkræfter
| Drivkraft | Model            | År   | Modeltype | Motornavn           | Effekt         |
| --------- | ---------------- | ---- | --------- | ------------------- | -------------- |
| El        | Zebra            | 1997 | 168.085   | AEG Batteries Zebra | 50 kW (68 hk)  |
| Hybrid    | HyPer            | 1999 |           | OM 668 DE 17 LA     | 92 kW (125 hk) |
| PEMFC     | Necar 3          | 1997 |           | Ballard Mark 700    | 50 kW (68 hk)  |
| PEMFC     | Necar 4          | 1999 |           | Ballard Mark 700    | 70 kW (95 hk)  |
| PEMFC     | Necar 4 Advanced | 2000 |           | Ballard Mark 900    | 75 kW (102 hk) |
| PEMFC     | Necar 5          | 2000 |           | Ballard Mark 900    | 75 kW (102 hk) |
| PEMFC     | Necar 5.2        | 2001 |           | Ballard Mark 901    | 75 kW (102 hk) |
| PEMFC     | F-Cell           | 2003 | 168.186   | Ballard Mark 902    | 65 kW (88 hk)  |

### Bemærkninger
- Det angivne modeltypenummer fremgår af stelnummerets 4. til 9. tegn.
- Stelnummerets 11. tegn er altid "J" eller (fra og med A-klasse nr. 1.000.000) "K" for fabrikken i Rastatt.
- Motornavnene er opbygget som følger:
  - M = Motor (benzinmotor), OM = Ölmotor (dieselmotor)
  - E = Benzinindsprøjtning, DE = Direkte indsprøjtning, L = Intercooler, A = Turbolader, red. = Reduceret effekt
- A 140 med automatgear var udstyret med en neddroslet A 160-motor i stedet for den normale 1,4-liters A 140-motor.
- A 160 CDI kunne først fra 2001 leveres med automatgear.
- A 160 CDI fandtes ikke i lang version.
- F-Cell blev bygget som en miniserie på 60 biler.

## Karrosseri
Med en længde på oprindeligt kun 3575 mm var den første version af A-klassen, W168, væsentligt mere kompakt end andre personbilsmodeller fra Mercedes-Benz. I 2001 tilkom en version med 170 mm forlænget akselafstand, som internt blev betegnet V168. V168's ekstra akselafstand kom udelukkende passagererne på bagsædet til gode. Den forlængede version kan kendes på de længere bagdøre. Med bagsædet skubbet helt tilbage havde bilen en kabinelængde på 2005 mm, hvilket var 27 mm større end S-klassen.
Nyheder i den første A-klasse var blandet andet sandwichundervognen og motorplaceringen med skrå skillevæg til passagerkabinen, hvorved en del af aggregaterne (motor, gearkasse og aksler) kunne anbringes meget pladsbesparende. Ved en frontalkollision glider drivlinjen ind under bilens passagerkabine. A-klassen havde ligeledes en kabinevariabilitet, som hidtil ikke havde været normal i denne klasse.

### Teknik og sikkerhed
Den stabile undervogn af forbundne, retlinede langs- og tværbærere var en integreret bestanddel af det nye sikkerhedskoncept. I den forreste ende af langsbærerne befandt der sig et nyudviklet frontmodul af aluminium med to crashbokse i siden. Forskærmene var, for første gang i en serieproduceret Mercedes-Benz, af kunststof som efter en let kollision kunne genvinde sin oprindelige form, uden at reparations- eller lakeringsarbejder var nødvendige. For at reducere vægten var bagklappen ligeledes af kunststof. A-klassens reparationsvenlige konstruktion reducerede ikke kun istandsætningsomkostningerne efter et uheld, men gav også en lav placering i kaskoforsikring.
Til den passive sikkerhed hørte også de standardmonterede tilbageholdelsessystemer, som var specielt tilpasset A-klassens koncept med deres korte deformationsvej. Det omfattede airbags i fuld størrelse til fører og forsædepassager, automatiske sikkerhedsseler med selestrammere på forsæderne og de yderste bagsæder, samt selekraftbegrænsere ved forsæderne.
Det nye aktive servicesystem ASSYST, som kontinuerligt analyserede motoroliekvaliteten, muliggjorde på alle A-klasse-motorer behovstilpassede vedligeholdelsesintervaller, som blev indrettet efter de aktuelle indsatsbetingelser og kunne være på op til 40.000 km.
A-klassens undervogn var helt nyudviklet; fortil var der monteret et modificeret MacPherson-system med skruefjedre, torørsgastryksstøddæmpere og stabilisator. Akselkomponenterne var sammen med tandstangsstyregearet og motor/gearkasse-enheden monteret på en integralbærer, som var fastskruet i otte punkter på karrosseriet. Bagtil kom en langsleddet aksel med skruefjedre, enrørsgastryksstøddæmpere og stabilisator til indsats. Denne akselkonstruktion kunne placeres under bagagerumsgulvet, uden at kabinepladsen reduceredes. Støddæmpere og fjedre var placeret i et ellers ubrugeligt rum skråt foran hjulmidten. Som følge af den nye motorplacering og forvognens konstruktion kunne motoren ved en frontalkollision glide ind under passagerkabinen, hvilket reducerede konsekvenserne for personerne i bilen, som ved forskydning blev totalskadet. Sandwichbyggemåden gjorde også at personerne sad højere oppe end i andre biler, hvilket også var en fordel ved en sidekollision. En ulempe ved den høje opbygning var bilens stærke vindfølsomhed.
Det svenske forsikringsselskab Folksam vurderer flere forskellige bilmodeller ud fra oplysninger fra virkelige ulykker, hvorved risikoen for død eller invaliditet i tilfælde af en ulykke måles. I rapporterne Hur säker är bilen? er/var type 168 klassificeret som følger:
- 2009: Som middelbilen[6]
- 2011: Som middelbilen[7]
- 2013: Som middelbilen[8]
- 2015: Mindst 20% dårligere end middelbilen[9]

## Standardudstyrslinjer
A-klassen kunne ved introduktionen i 1997 fås i følgende tre udstyrsvarianter:
Classic (basismodel)
Elegance (udstyr som Classic samt)
- Alufælge
- Kølermaske og sidespejlshuse i bilens farve
- Kromindlæg i dørhåndtagene
- Tofarvede baglygteglas
- Kromliste på ikke-lakerede dørhåndtag

Siden faceliftet i marts 2001 ligeledes:
- Dørhåndtag i bilens farve

Avantgarde (udvidet udstyrsniveau)
- Alufælge med brede dæk
- Sølvfarvet kølermaske
- Sidespejlshuse i bilens farve
- Ensfarvede baglygteglas

Siden faceliftet i marts 2001 ligeledes:
- Kunststofapplikationer i karbonoptik i kabinen
- Dørhåndtag i bilens farve (med kromlister)

### Ekstraudstyr
Type 168 kunne for første gang leveres med et såkaldt lamelskydetag. Dette bestod af fem metallameller, som ved åbning skubbede sig ind over hinanden og i helt åben tilstand muliggjorde en stor tagåbning helt om til bagsædet. Med lukket tag kunne de forreste lameller åbnes til udluftning. I starten var der problemer med lamelskydetagets tæthed.
Ud over en manuel og en automatisk gearkasse kunne A-klassen fås med en manuel gearkasse med semiautomatik. Biler med semiautomatik havde ingen koblingspedal, da koblingen blev betjent automatisk når gearstangen berørtes.
Ud over det udtagelige bagsæde kunne der som ekstraudstyr også fås et udtageligt passagersæde. Derved kunne hele kabinepladsen med undtagelse af førersædet benyttes som plant lastrum.

## Specialmodeller
Som topmodel af type 168, men ingen egentlig specialmodel, kom A 210 Evolution på markedet i år 2002. Ud over en opboret M 166-motor havde modellen lædersæder, aluminiumsbeklædninger i kabinen, bodykit (front- og hækskørter samt sidelister) fra Mercedes-AMG, sportsrat, sportsundervogn, sportspedaler i ædelstål, brede dæk, blinklys i sidespejlene, nye 17" alufælge, forlygter i klart glas, blåt skinnende blinklys fortil, to bagrudespoilere og røde pyntelister på siden. Som eneste model i serien havde A 210 to ædelstålsenderør. I starten var der planlagt en A 21 AMG med kompressormotor, men da ingen A-klasse-gearkasse eller -kobling kunne bære drejningsmomentet blev projektet opgivet igen. Selv A 170 CDI måtte af samme grund reduceres i drejningsmoment. I stedet for A 21 AMG kom A 210 Evolution.
I 1999 kom specialmodellen "F1 Edition" på markedet. Begrænset til 250 eksemplarer blev den ene halvdel solgt som Coulthard- og den anden som Häkkinen-versioner. Modellen var baseret på A 160 Elegance, som blev udstyret med visse former for ekstraudstyr. Ud over en til en Formel 1-racerbil passende lakering havde modellen blandt andet gearknop fra SLK med kendetegn, AMG-fælge og Designo-læderkabine.
I modellens samlede levetid kom der skiftevis specialmodeller som Classic Fun, Classic Spirit, Classic Style og Picadilly, som alle havde udvidet standardudstyr.
De absolutte racerbiler var to specielt modificerede A-klasse-biler fra firmaerne AMG og HWA.
HWA (H.W. Aufrecht, medgrundlæggeren af AMG som i dag bygger racerbilen til DTM fra Mercedes-Benz)'s udgave var udstyret med den fra SLK 32 AMG kendte V6-kompressormotor med 354 hk og hed A 32 Kompressor. Udefra adskilte modellen sig ikke ret meget fra de almindelige versioner, mens den komplette drivlinje fra SLK var blevet indbygget i A-klassen, som dermed fik baghjulstræk og bremsesystem fra SLK. Også undervognen blev stærkt modificeret og den til SLK tilgængelige 5-trins automatgearkasse blev tilpasset A-klassen. På grund af den større motor blev sågar instrumentbrættet samt sæderne skubbet tilbage. Bilen kunne accelerere fra 0 til 100 km/t på ca. 5 sekunder og køre 230 km/t. Det byggede styktal svinger alt efter kilde mellem 1 og 10.
AMG gik derimod en lidt anden vej med deres A 38 AMG. Den var udstyret med to A 190-motorer; den ene var monteret på den sædvanlige plads og den anden under bagagerummet. Dermed havde A-klassen nu firehjulstræk, men på trods af dette kunne sandwichbyggemåden af bagagerummet fastholdes komplet. Den bageste motor kunne afbrydes. De to motorer ydede til sammen 184 kW (250 hk) og et drejningsmoment på 360 Nm, samt en speciel koblingsautomatik som sørgede for kraftoverførslen, som dog fortsat foregik med det normale H-gearskifte. Også denne model kunne køre ca. 230 km/t. Ud over nye frontskørter blev også undervognen modificeret og bremseanlægget fra E 55 AMG. Der blev kun produceret fire eksemplarer; til de første kunder hørte de daværende McLaren-Mercedes-Benz-kørere Häkkinen og Coulthard.

## Produktionstal
Over hele verden blev der solgt lidt mere end 1,1 mio. biler af type 168.

## Efterfølger(e)
Efterfølgeren type 169 med modificeret design og flere tekniske nyheder blev præsenteret i september 2004. I marts 2005 introduceredes B-klassen (type 245), som hyppigt betragtes som efterfølger for den forlængede version V168: Type 169 falder især i de bageste fodrums størrelse bag V168, så ejeren af en V168 hyppigt ville have købt en type 245 i stedet for en type 169. Type 245 var baseret på samme platform som type 169 og benyttede ligeledes det samme motorprogram.